# Heinrich Süchting
Heinrich Süchting (* 11. Mai 1880 in Arfrade; † 24. Mai 1962 in Nürnberg) war ein deutscher Bodenkundler und Hochschullehrer an der Forstakademie Hann. Münden.
Süchting studierte Naturwissenschaften in Berlin und Göttingen, wo er 1906 promovierte. Er studierte bei Theodor Remy in Berlin und Emil Haselhoff an der Versuchsstation Marburg. In Göttingen war er Assistent von Seelhoff und Bernhard Tollens. 1907 ging er als Abteilungsleiter an die Moorversuchsstation Bremen unter Bruno Tacke. 1912 erging der Ruf als Professor für Chemie, Mineralogie und Geologie an die Forstakademie Hann. Münden. 1919 wurde mit der Umwandlung in eine Forstliche Hochschule ihm ein ordentlicher Lehrstuhl für Bodenkunde und die Leitung des Instituts für Bodenkunde gegeben. Er entwickelte erste Wege zur Kalkung des Waldbodens. 1948 ging er in den Ruhestand, nachdem er mehrfach als Rektor und nach 1945 als Dekan der Forstlichen Fakultät der Universität Göttingen amtiert hatte. Im November 1933 unterzeichnete er das Bekenntnis der deutschen Professoren zu Adolf Hitler.

## Schriften
- Kurzes Lehrbuch der Bodenkunde und Pflanzenernährung für Forstwirte und auch für Landwirte, Gärtner und Naturwissenschaftler, Hannover 1949
- Kalk als Grundlage der Waldbodenkultur, 1929
- Die Humusfrage in der Forstwirtschaft, 1926